# 천사의 손길
《천사의 손길》(영어: Touched by an Angel)은 1994년부터 2003년까지 CBS에서 방영한 드라마이다.

## 같이 보기
- 천국의 사도